# A671-es autópálya (Németország)
Az A671-es autópálya (németül: Bundesautobahn 671) egy autópálya Németországban. Hossza 12 km.